# Ligne Sagami
Pour les articles homonymes, voir Sagami (homonymie).
La ligne Sagami (相模線, Sagami-sen) est une ligne ferroviaire du réseau JR East au Japon. Elle relie les gares de Chigasaki et Hashimoto dans la préfecture de Kanagawa.

## Histoire
La section Chigasaki à Samukawa a été ouverte par le chemin de fer Sagami (prédécesseur de l'actuelle Sotetsu) en 1921, principalement pour transporter du gravier. La ligne a été prolongée à Atsugi en 1926 et à Hashimoto en 1931.
La ligne est nationalisée en 1944.
Jusqu'en mars 2022, la ligne Sagami était interconnecté en heure de pointe avec la ligne Yokohama jusqu'à la gare de Hachiōji.

## Caractéristiques

### Ligne
- longueur : 33,3 km
- électrification : 1 500 Vcc
- écartement des voies : 1 067 mm
- nombre de voies : voie unique

### Tracé
|  |

### Services et interconnexion
L'ensemble des trains sont omnibus.

### Liste des gares
| Gare             | Nom japonais | Distance depuis Chigasaki (km) | Correspondances                      | Localisation               |
| ---------------- | ------------ | ------------------------------ | ------------------------------------ | -------------------------- |
| Chigasaki        | 茅ヶ崎       | 0                              | JR East : Shōnan-Shinjuku, Tōkaidō   | Chigasaki                  |
| Kita-Chigasaki   | 北茅ヶ崎     | 1,3                            |                                      | Chigasaki                  |
| Kagawa           | 香川         | 3,4                            |                                      | Chigasaki                  |
| Samukawa         | 寒川         | 5,1                            |                                      | Samukawa, district de Kōza |
| Miyayama         | 宮山         | 7,2                            |                                      | Samukawa, district de Kōza |
| Kurami           | 倉見         | 8,6                            |                                      | Samukawa, district de Kōza |
| Kadosawabashi    | 門沢橋       | 10,0                           |                                      | Ebina                      |
| Shake            | 社家         | 11,6                           |                                      | Ebina                      |
| Atsugi           | 厚木         | 14,6                           | Odakyū : Odawara                     | Ebina                      |
| Ebina            | 海老名       | 15,9                           | Odakyū : Odawara Sōtetsu : Sōtetsu   | Ebina                      |
| Iriya            | 入谷         | 18,9                           |                                      | Zama                       |
| Sōbudaishita     | 相武台下     | 20,6                           |                                      | Sagamihara                 |
| Shimomizo        | 下溝         | 23,5                           |                                      | Sagamihara                 |
| Harataima        | 原当麻       | 24,8                           |                                      | Sagamihara                 |
| Banda (ja)       | 番田         | 26,9                           |                                      | Sagamihara                 |
| Kamimizo         | 上溝         | 28,4                           |                                      | Sagamihara                 |
| Minami-Hashimoto | 南橋本       | 31,3                           |                                      | Sagamihara                 |
| Hashimoto        | 橋本         | 33,3                           | JR East : Yokohama Keiō : Sagamihara | Sagamihara                 |

## Matériel roulant

### En service
Des trains de 4 voitures de série E131-500 circulent sur la ligne.

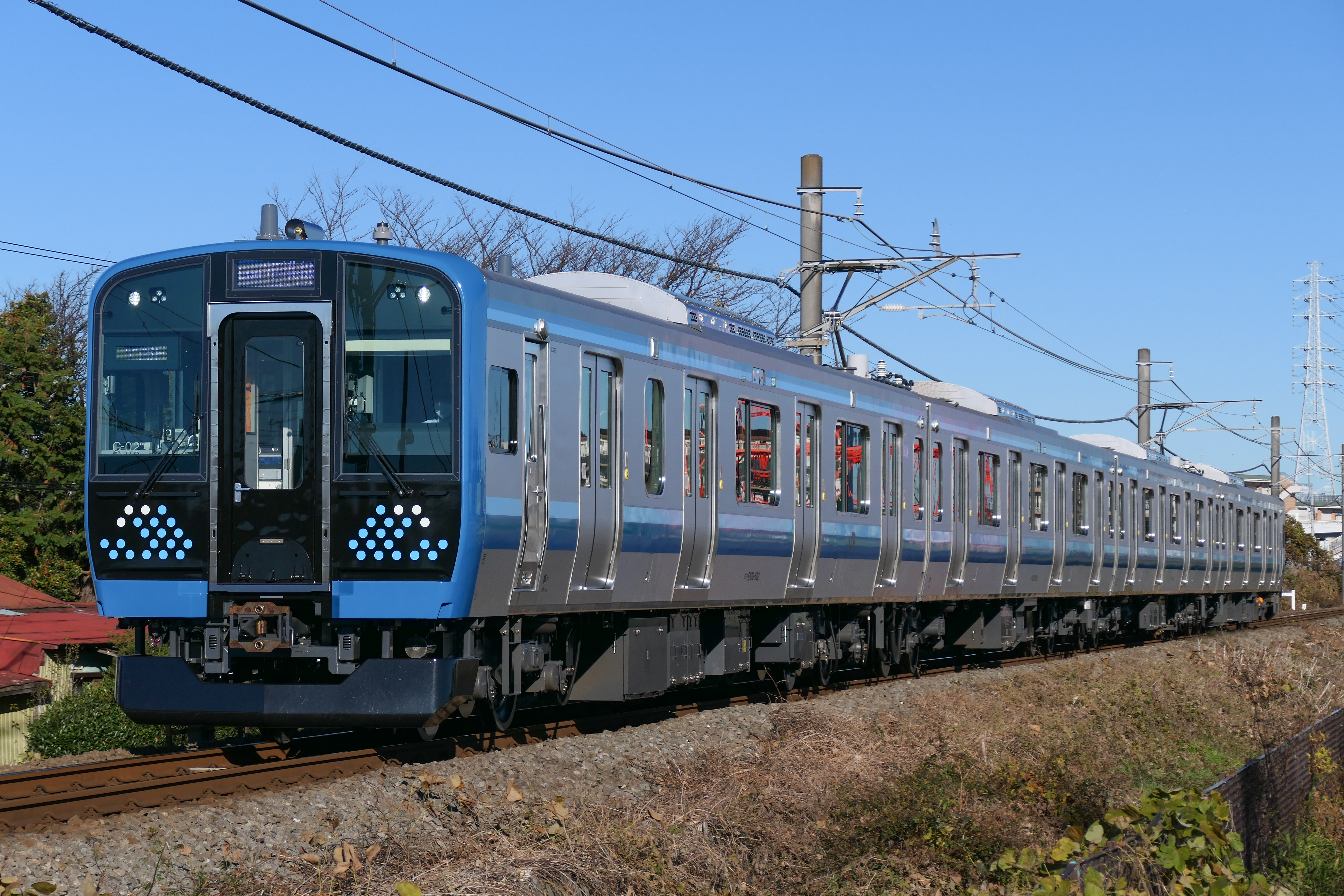
Série E131-500

### Retiré du service

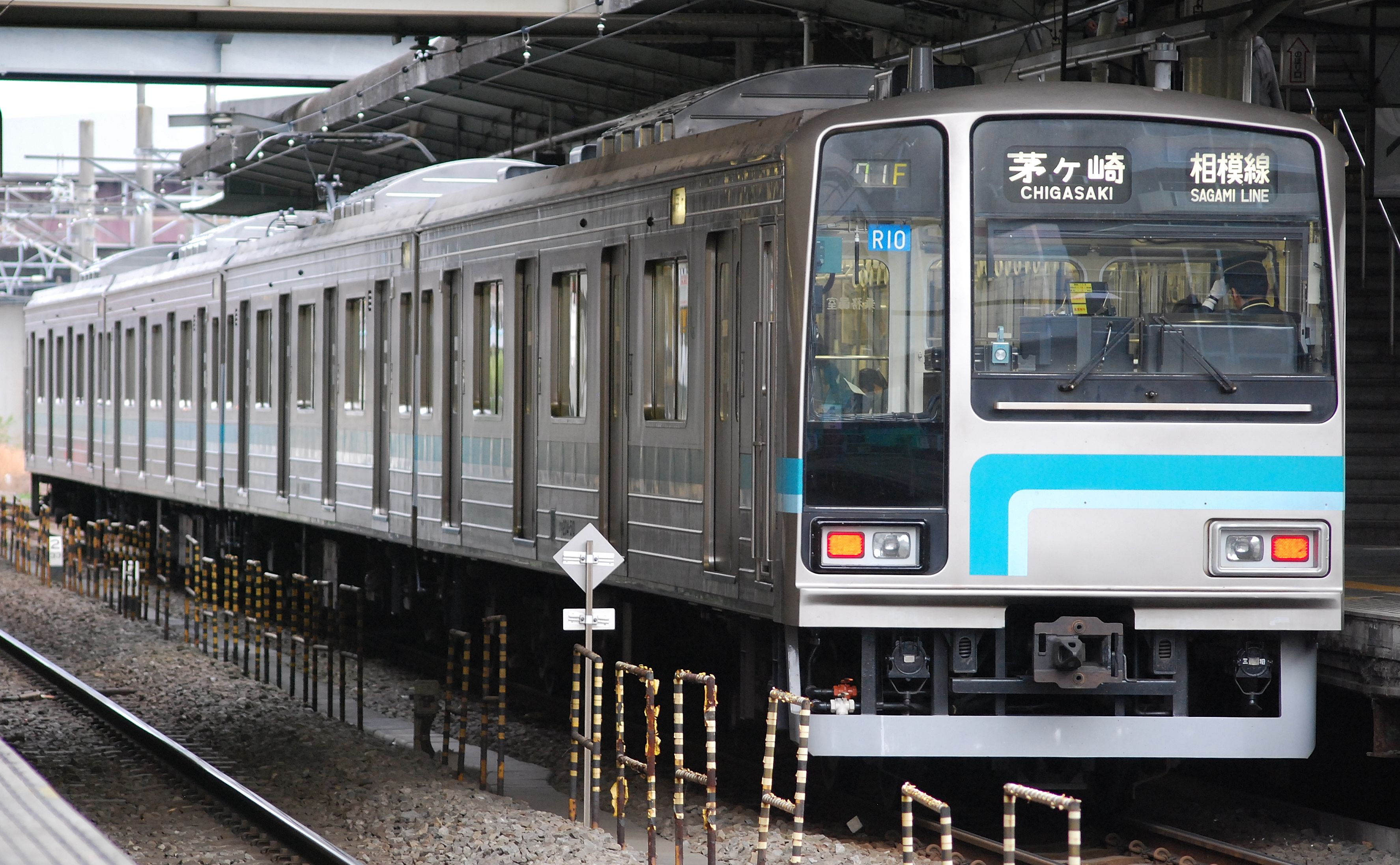
Série 205-500